# Bourrignon
Bourrignon je obec ve švýcarském kantonu Jura. Žije zde 262 obyvatel.

## Geografie

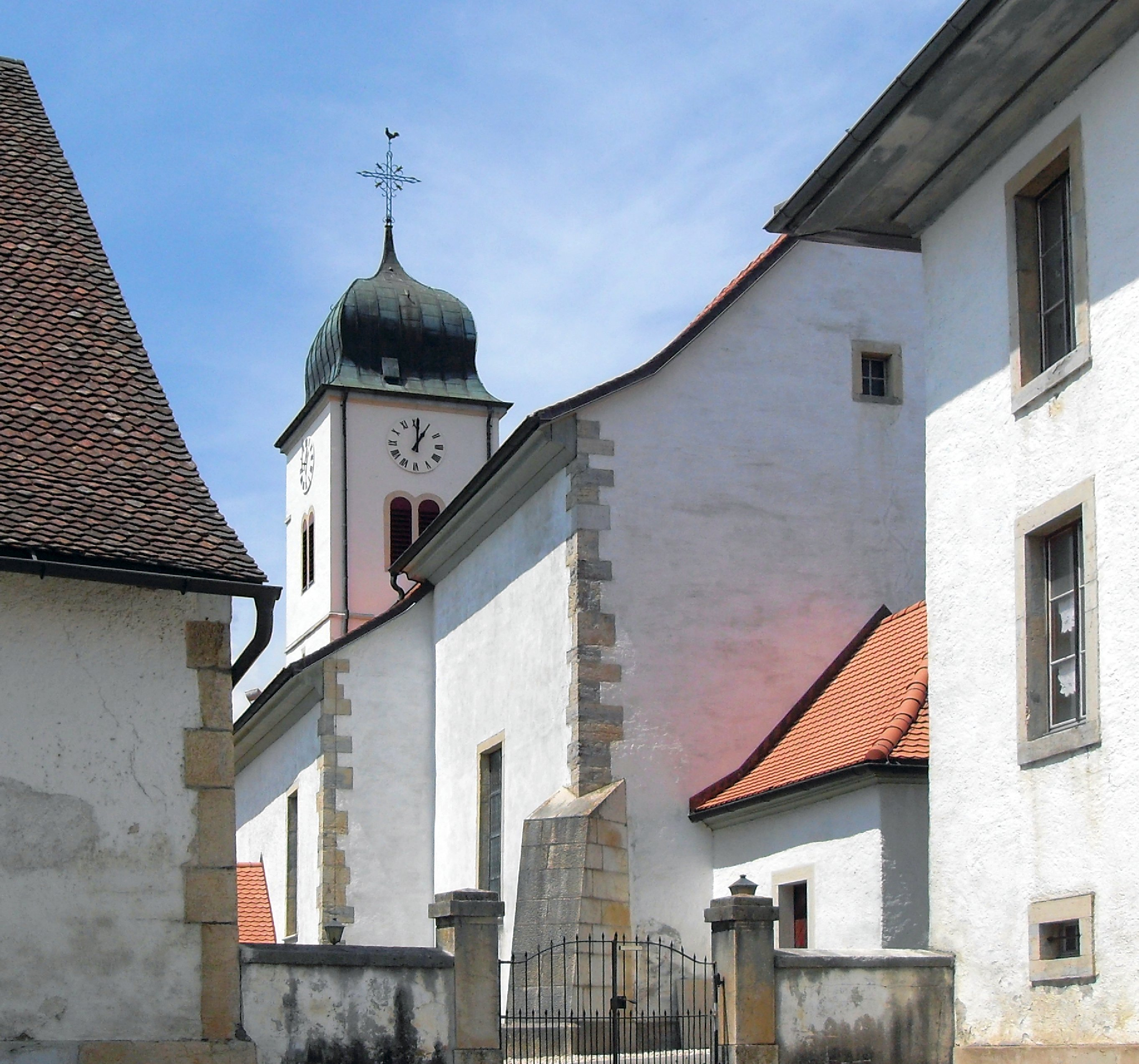
Kostel sv. Šebestiána

Bourrignon leží v nadmořské výšce 770 m, vzdušnou čarou 8 km západoseverozápadně od hlavního města kantonu, Delémontu. Vesnice se nachází na severně orientovaném výběžku jurského masivu Les Rangiers nad údolím řeky Lucelle (německy Lützel).
Území obce o rozloze 13,6 km² pokrývá pramennou oblast řeky Lucelle v pohoří Faltenjura. Na jihu patří část vysokého hřebene masivu Les Rangiers k obci Bourrignon. Nejvyšší bod obce se nachází na hoře Les Ordons (995 m n. m.), kde je regionální retranslační stanice. Na jihovýchodě leží náhorní plošina Burgisberg (až 893 m n. m.). Severní část zabírá údolí řeky Lucelle s jejími přítoky, přičemž k Bourrignonu patří také strmý svah Côte de May a část náhorní plošiny Truchet (808 m n. m.). Na úplném západě sahá území obce až k vrcholu Grande Roche (848 m n. m.), skále na hřebeni, který tvoří východní hranici Ajoie. V roce 1997 tvořila 3 % rozlohy obce zastavěná plocha, 32 % lesy a lesní porosty a 65 % zemědělská plocha.
Bourrignon zahrnuje zemědělskou osadu La Burgisberg (832 m n. m.) a několik samostatných farem. Sousedními obcemi Bourrignonu jsou La Baroche, Pleigne, Delémont, Develier a Boécourt.

## Historie

Letecký pohled (1950)

Bourrignon byl poprvé zmíněn v roce 1136 jako Borognun. Název Burgis je známo z roku 1295, z čehož vznikl dřívější německý název Bürkis. Název pravděpodobně pochází z římského statku, který byl později kolonizován Burgunďany. V 11. století patřil Bourrignon cisterciáckému opatství Lützel. Jako jedna ze 13 svobodných vesnic panství Delémont se Bourrignon stal v roce 1271 součástí basilejského knížecího biskupství. V letech 1793–1815 patřil k Francii a zpočátku byl součástí départementu du Mont-Terrible, od roku 1800 byl připojen k départementu Haut-Rhin. Na základě rozhodnutí Vídeňského kongresu byla obec v roce 1815 převedena do kantonu Bern a poté 1. ledna 1979 do nově založeného kantonu Jura.

## Obyvatelstvo
| Rok            | 1850 | 1880 | 1900 | 1910 | 1930 | 1950 | 1960 | 1970 | 1980 | 1990 | 2000 |
| Počet obyvatel | 359  | 326  | 330  | 338  | 346  | 312  | 279  | 241  | 221  | 234  | 286  |

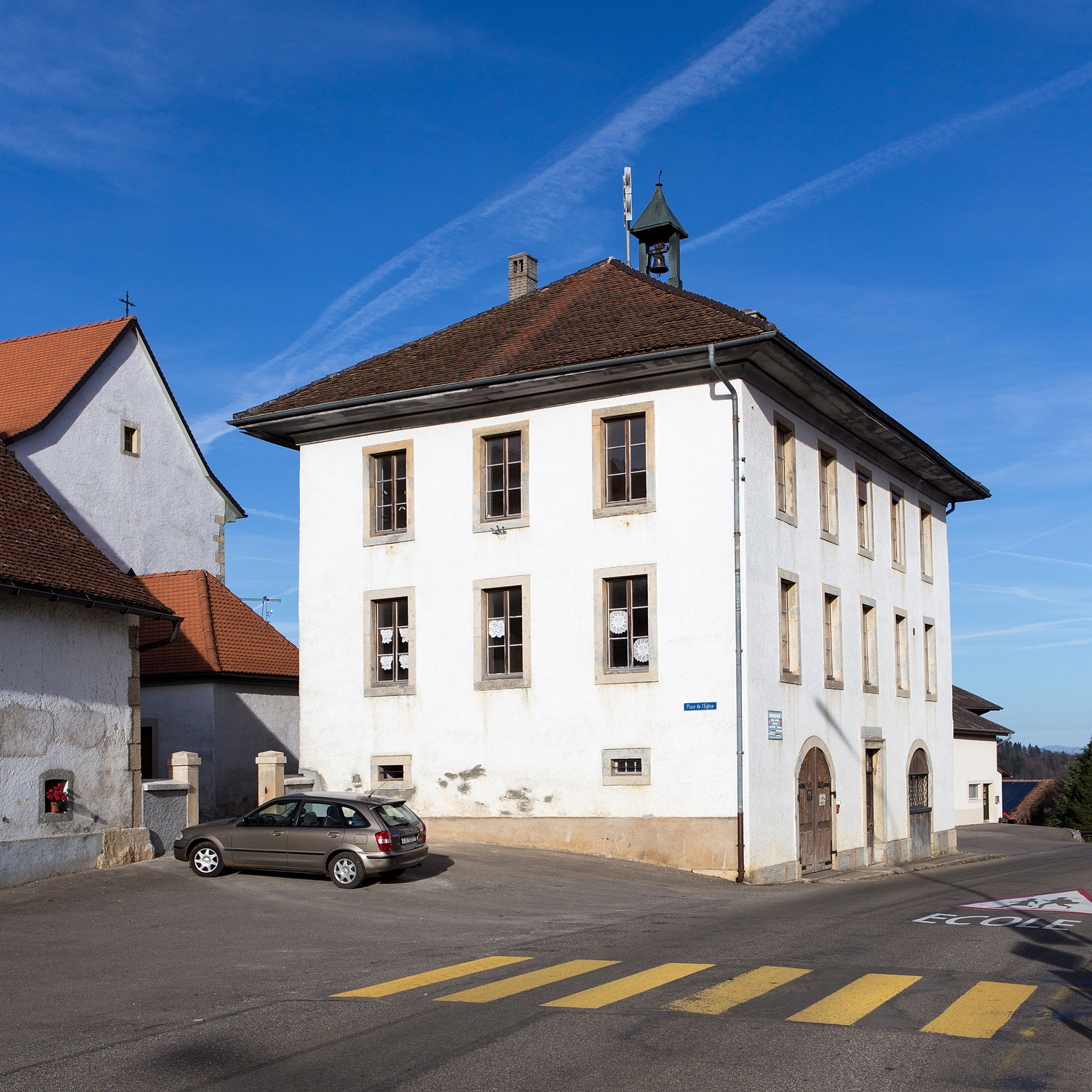
Historická škola

Z celkového počtu obyvatel je 93,7 % francouzsky mluvících a 4,9 % německy mluvících (stav v roce 2000). V roce 1850 měl Bourrignon 359 obyvatel a počet obyvatel postupně klesal (330 obyvatel v roce 1900). Poté byl do roku 1980 zaznamenán další pokles o 33 % na 221 osob v důsledku silného vystěhovalectví. Od té doby se počet obyvatel opět zvýšil.

## Hospodářství
Pro obec je stále charakteristické zemědělství. Mimo zemědělství je v obci jen několik pracovních míst. Mnoho zaměstnanců (přibližně 50 %) proto dojíždí za prací a pracuje převážně v oblasti Delémontu.

## Doprava
Bourrignon se nachází na regionální silnici, která spojuje Delémont s vesnicí Lucelle a francouzským městem Ferrette v Alsasku. Obec je napojena na síť veřejné dopravy autobusovou linkou Delémont–Lucelle.